# Pierre Hugard
Pierre Hugard (* 1726; † 1761 in Paris) war ein französischer Komponist und Chorleiter des Spätbarock.
Pierre Hugard war um die Mitte des 18. Jahrhunderts als Leiter der Chorknaben an der Kathedrale Notre-Dame de Paris tätig. Originaldrucke seiner Messkompositionen finden sich in den Bibliotheken der Kathedrale von Cambrai und des Brüsseler Konservatoriums.

## Werke (Auswahl)
- „Missa Ridde Mihi Lætitiam“ (Paris, 1741)
- „Missa Laudate pueri Dominum“ (Paris, 1744 und 1761 im Verlag Jean-Baptiste Christophe Ballard)
- 4 Suiten für Gambe, erschienen unter dem Titel „La Toilette pour pardessus de viole á cinq cordes et basse continue“ (Paris, um 1760)
- Mehrere Motetten und weitere kirchliche Gebrauchsmusik

## Diskografie (Auswahl)
- Simone Eckert und das Ensemble Hamburger Ratsmusik: La Toilette  Suiten für Gambe und B.c. (Thorofon, 2002)
- Laurence Equilbey und das Ensemble Accentus: Messe Redde mihi laetitiam (Astrée, 1998)